# Клаудія Блюм
Клаудія Блюм Капурро (нар. 9 серпня 1948) — колумбійський психолог і політик, колишній міністр закордонних справ Колумбії. Сенатор, вона стала першою жінкою, яка що посіла посаду президента Сенату Колумбії. Вона також працювала 26-м постійним представником Колумбії при ООН.

## Життєпис
Клаудія народилася в Калі в Колумбії 9 серпня 1948 року в сім'ї Гарольда Блюма Мехії та Ліліама Капурро Борреро. Спочатку навчалася в престижній місцевій двомовній школі Colegio Colombo Británico, поки її сім'я не переїхала до Бостона, США, де вона закінчила середню школу. Вона повернулася до Колумбії, щоб вивчати психологію в Університеті Валле, здобула ступінь магістра політичних наук в Понтифіцькому Ксав'єрському університеті. Також проводила передові дослідження з переговорів та вирішення конфліктів на Гарвардській юридичній школі.
Виросла в консервативній сім'ї, недовго мала ліві погляди, коли зацікавилася політикою і зазнала впливу ліберального політика Луїса Карлоса Галана. Згодом перейшла у лави правих політиків, але лишалася лояльною до консервативного екс-президента Альваро Урібе Велеса. 1982 року її батька Гарольда Блюма Мехію було вбито повстанськими силами FARC-EP, що спонукало більшу частину її сім'ї покинути країну, проте вона залишилася і продовжила працювати в політиці.
На концерті гурту The Cure вона познайомилася зі своїм майбутнім чоловіком Франциско Хосе Барбері Оспіна, генеральним директором Tecnoquímicas, найбільшої фармацевтичної компанії Колумбії та однієї з 50 найбільших бізнес-груп країни. Разом у них двоє дітей Маурісіо та Андреа Барбері Блум.

## Кар'єра
Блюм працювала в Калі журналістом у газеті El Pueblo, керувала культурними журналами та працювала психологом у школі INEM Хорхе Айзекса. 1984—1989 — директор арт-фонду Proartes, де вона відродила та заново організувала Міжнародний фестиваль мистецтв Калі та сприяла державним інвестиціям у фонд.
Почала політичну кар'єру радником муніципалітету Калі, і за два її терміни, перший — з 1984 по 1986 рік, а другий — з 1990 по 1991 рік вона працювала в громадській сфері, займалася питаннями культури та навколишнього середовища.

### Сенатор
Вперше вона була обрана сенатором Колумбії від Нової демократичної сили після ратифікації Конституції Колумбії 1991 року.
Вона стала віце-президентом П'ятої комісії Конгресу в 1982 році, де вона працювала над створенням Міністерства навколишнього середовища та реорганізувала роботу державних органів з цього питання, а також закони про енергетику, сільське господарство та державні послуги. Вона також була віце-президентом Комісії правової етики, членом Сенатської комісії з питань миру, а починаючи з 1994 року, була членом Першої комісії, органом, який вона очолювала з середини 1999 року до середини 2000 року.
Як законодавець, Блюм працювала над важливими законами та конституційними реформами, пов'язаними з модернізацією та прозорістю дій держави, пошуками миру, зміцненням системи правосуддя, боротьбою з незаконним обігом наркотиків, захистом навколишнього середовища та правами людей, зокрема жертв викрадень, торгівлі людьми та прав дітей.
Серед найважливіших законів, які вона створила або спонсорувала як сенатор Колумбії: реформа, що дозволила екстрадицію як інструмент міжнародного співробітництва проти організованої злочинності; новий кримінальний кодекс; закон про переслідування та конфіскацію активів, що походять від незаконної діяльності; законодавство «Справедливість і мир», яке визначає інструменти демобілізації членів незаконно озброєних груп на основі принципів істини, справедливості та відшкодування шкоди жертвам; Статут про боротьбу з корупцією, який дозволив більш ефективно карати за зловживання державним управлінням; реформа, яка включила до Конституції можливість одноразового переобрання Президента що, в свою чергу, призвело до переобрання Альваро Урібе Велеса ; національний закон про стратегію боротьби з торгівлею людьми ; Вона також організувала політичні дебати про стан освіти в країні, про заходи щодо підвищення уваги, що приділяється жертвам вимушеного переміщення через насильство, та про оцінки щодо зміцнення виборчої системи в Колумбії .

### Президент Сенату
2005 року вона стала першою жінкою-президентом Сенату Колумбії, до цього вона була членом партії «Радикальні зміни», правоцентристської партії, яка підтримала президента Урібе.
Як президент Сенату вона керувала ініціативами, спрямованими на збільшення громадської інформації про законодавчу роботу та участь громадян у процесі оцінки законів. Вона просунула запуск телевізійної станції Конгресу, а також ініціативи щодо кращого використання технологій у Сенаті та Палаті представників, проекти модернізації Бібліотеки Конгресу, а також дії щодо гарантування безпеки законодавства. відділення .

### Дипломат

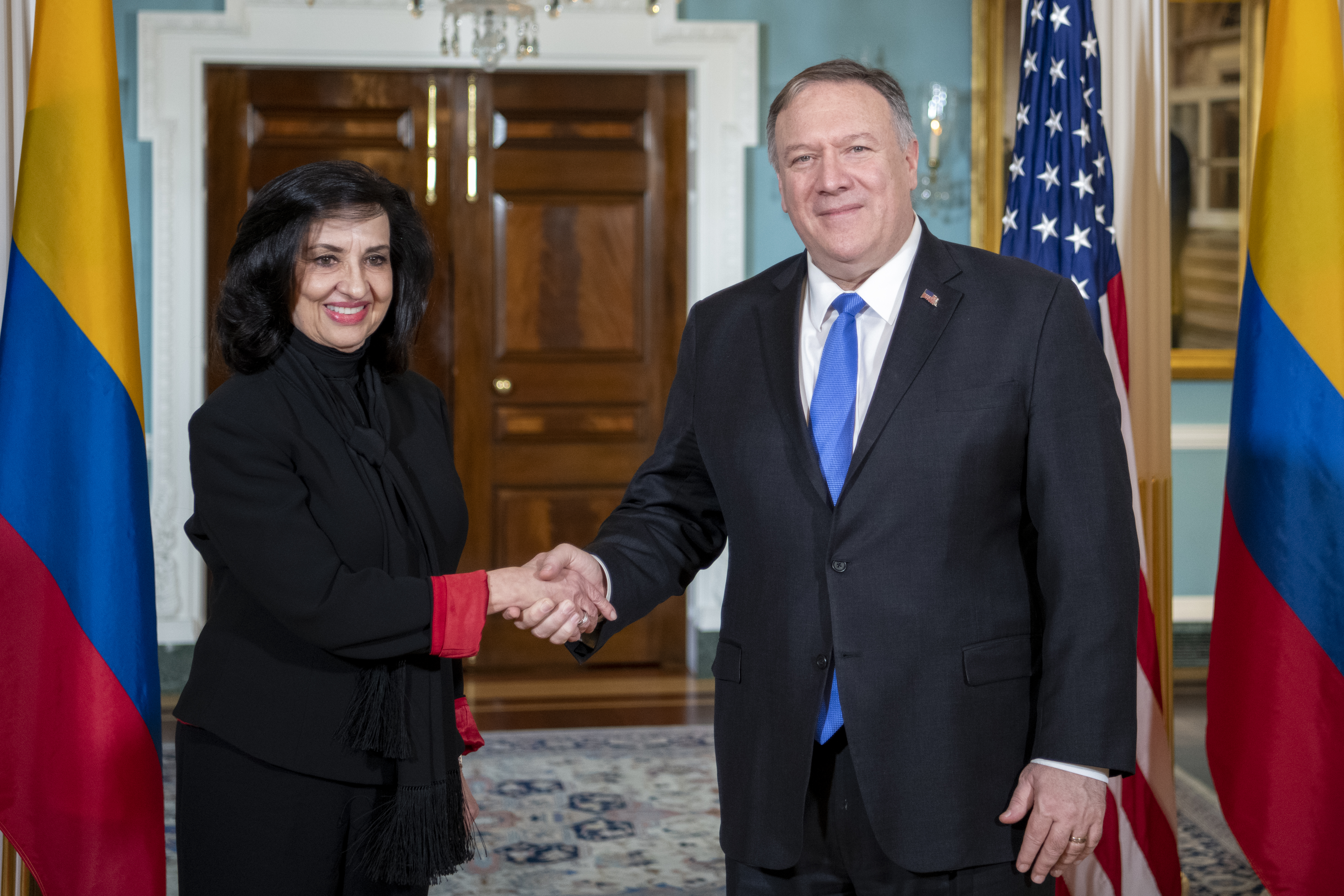
Зустріч із держсекретарем США Майком Помпео, 2019

2006 року Блюм залишила Сенат на прохання президента Альваро Урібе очолити делегацію Колумбії при ООН в Нью-Йорку. 28 серпня 2006 року вона прийняла присягу як Постійний представник Колумбії при ООН та вручила вірчий лист Генеральному секретарю Кофі Аннану 11 вересня 2006 року.
У листопаді 2019 року вона стала міністром закордонних справ Колумбії. 13 травня 2021 року подала у відставку на тлі масових протестів у Колумбії.

### Роботи
- Ministerio del Medio Ambiente : Última Oportunidad. Santiago de Cali: Indugráficas. 1993. OCLC 318356532.
- Corrupción: ¿Hasta Cuándo?. Santiago de Cali: Comisión Primera del Senado. 1995. OCLC 36420435.
- De Frente. Santiago de Cali: Feriva. 1997. OCLC 318381227.
- Claudia Blum. (2001). Por La Verdad. Santiago de Cali: Feriva. ISBN 958-33-3044-2. OCLC 318259452.
- Claudia Blum. (2006). El Congreso De Las Reformas. Bogotá: Creamos Alternativas. ISBN 958-33-9505-6. OCLC 318365688.